# 皇后赛段
皇后赛段（荷蘭語： 或 ）一词是指在自行车多日赛中最难的、对整体排名影响最大的一个赛段。皇后赛段通常由一个或多个山口组成，终点多位于山顶。

## 事例
2011年环意自行车赛的第15赛段被称为“皇后赛段”，该赛段要越过五个大型山口与海拔近6000米的地方。在同年的环法自行车赛中，“皇后赛段”为第18赛段，其有3个超纲分类的山口，终点位于海拔2655米处。而同年环西自行车赛的第15赛段，抵达了颇具恶名的安格利鲁山口，其也被视为该届环西自行车赛的“皇后赛段”。

2011年环法自行车赛的第18个赛段